# Tituria nigrivena
Tituria nigrivena är en insektsart som beskrevs av Cai 1993. Tituria nigrivena ingår i släktet Tituria och familjen dvärgstritar. Inga underarter finns listade i Catalogue of Life.